# 成衮扎布 (土谢图汗部)
成衮扎布，博尔济吉特氏，喀尔喀蒙古土谢图汗部人，清朝蒙古王公，诺诺和次子阿布和的玄孙，昂噶海曾孙，索诺木之孙，土谢图汗部左翼中旗郡王固噜什喜次子。
成衮扎布初任协理台吉，隶属于长兄郡王多尔济阿喇布坦旗。康熙五十六年（1717年）向朝廷捐马帮助西征准噶尔汗国策妄阿喇布坦。康熙五十八年（1719年），康熙帝应其母亲所请，分多尔济阿喇布坦人户别为一旗令成衮扎布统辖，授他为札萨克一等台吉（土谢图汗部左翼中次旗）。雍正九年（1731年），随军西征噶尔丹策零，跟随大将军傅尔丹驻扎科布多，因故私自归乡。顺承亲王锡保追责，他拒命不归，被削职。